# Mertosaari (ö i Viitasaari, Keitele, Kymönselkä)
Mertosaari är en liten ö i sjön Keitele i Finland. Den ligger i sjön Keitele och i kommunen Viitasaari i den ekonomiska regionen  Saarijärvi-Viitasaari och landskapet Mellersta Finland, i den centrala delen av landet, 300 km norr om huvudstaden Helsingfors. Öns area är 2,9 hektar och dess största längd är 310 meter i sydöst-nordvästlig riktning.